# 兄者弟者
兄者弟者（あにじゃおとじゃ）は、兄者、弟者、おついちの三人で活動するYouTuberであり、ゲーム実況を中心とした日本を代表する実況者である。
YouTubeでFPS、TPS、ホラーゲームなどを中心としたオールジャンルのゲーム実況動画を投稿・配信しており、兄者と弟者は実の兄弟である。活動開始当初は兄者と弟者の2人、現在はおついちを含めた3人で「TEAM-2BRO.」として活動を行っている。『PLAY WITH US』『共遊』をモットーとしている。
ファミ通・電撃ゲームアワード2019においてベストストリーマー部門にノミネートされた。

## 概要
YouTubeでゲーム実況動画を投稿・配信しており、実の兄弟である兄者と弟者におついちを加えた3人（加えて通称メロやんことメロもメンバーとして参加する事もある）で「TEAM-2BRO.」として活動を行っている。兄者弟者で実況されるゲームのジャンルは、FPS、TPS、ホラーゲームなどが多い。『PLAY WITH US』『共遊』をモットーとしている。また、弟者,兄者,おついち,メロで「ゲス4」、TEAM-2BRO.と、メロ,ちん
のどちらかを加えた「GESU4」、両方を加えた「GESU5」としても活動している。
動画を始めた経緯は、自分たちがゲームをプレイする姿やゲームプレイをネット上に投稿することが好きで、投稿したものを見返すのも面白かったからである。投稿開始当時、撮影機器は兄弟で共同購入し、弟者は動画の質や撮影方法、撮影技巧、兄者は動画画質にそれぞれ凝っていた。弟者の声が大塚明夫が声優をしている「メタルギアシリーズ」のキャラクター、スネークに似ていることを指摘する内容の記事が掲載されたことで、知名度が爆発的に上がった。ニコニコの企画に弟者が参加した際、おついちと出会い、のちに兄者に勧誘され、現在3人でゲーム実況をしている。その後、当時の1080pという高画質での配信が唯一行えたYoutubeに基軸を移動、現在も活動の主軸としている。
「ゲーム実況（実況プレイ）」と呼ばれる形の動画投稿が主ではあるが、ラジオ形式でYouTubeのライブ配信機能を使用した「2broRadio」なども行っている。

## メンバー
いずれも本名、素顔ともに非公開。兄者弟者に関してはイベントや実写CM等に出演する際は、専用のフルフェイスヘルメットを着用して登場することがある。一方で各々の個性を表現したイメージイラストがあり、動画中のサムネイルやエンディングカットで用いられている。

### 兄者
弟者の実兄。帰国子女。1984年5月3日生まれ。身長184cm。 イメージイラストはロリポップをくわえサングラスを着用した、青髪の男性。近年までメンバー唯一の非喫煙者だったが、今では2人のメンバーも禁煙に成功している。左利きのクロスドミナンス。血液型はA型。ネコ派。「死ぬまでに絶対一度は実況してみたいゲーム」として『FRONT MISSION ALTERNATIVE リメイク版（架空）』を挙げている。他2人同様FPSゲームを含め幅広い分野をカバーするが、特に都市運営シミュレーションゲーム、ドライビングシミュレーションゲーム、及びタクティカルシミュレーションなどの、ストラテジー・シミュレーションゲーム系を得意とする。帰国子女が故に英語に強く、Full Englishでも実況する事が可能。好きな酒は「日本酒」全般、好物はピザ、苦手な食べ物は椎茸。耳が非常に良く効果音の物真似が得意。他若本規夫や森本レオなどの声真似も披露してくれることがある。ASMRと称される声質の持ち主。個人のチャンネルを持っており、そこでも動画を投稿している。車やバイクなどエンジンのついた乗り物が好き。中型免許を所持している。的確な指示を生かし過去素人を率いてFPSの大会で優勝に導いた実績を持つ。2BRO.の社長兼リーダーであり司令塔。

### 弟者
兄者の実弟。兄と同じく帰国子女。1990年9月27日生まれ。身長178cm。イメージイラストは髪を立てて顎鬚を生やした、大柄な赤髪の男性。ニックネームとして、「膝治療師」「第一級フラグ建築士(フラッガー)」「破壊神」などがある。右利き。血液型はA型。兄者のゲームプレイ中に手を出されたらコーラを持ってくるという”コーラ汲み時代”を経験済み。中学時代には卓球部に所属していた 。 FPSゲームが大好きであり得意。卓越したゲームセンスを持ち、ゲームのジャンルに関わらず神がかり的なキャラクターコントロールを行う。FPSゲームにおいて、常に覗き込みながら移動することで発砲までのタイムロスを極限まで減らすという“弟者式”という戦闘方法を考案した。好きなジャンルには他にタワーディフェンスゲームなどがある。空間認識能力が高く、ゲーム内のダンジョンの地形を瞬間的に覚える、通称“弟マップ”なるものがある。ホラーゲームで驚くと稀に理解不能な“弟者語”を発言する。クモが大の苦手。好きなお酒は「ジン・トニック」。好きな食べ物はイカ。苦手な食べ物はハチミツ。重度の花粉症であり、花粉シーズンの時期に公開された動画では鼻をかむ為に一時離席したりマイクのスイッチを切ることが散見される。特殊小型船舶免許を持っている。2BRO.のフロントマン的存在。

### おついち
主に動画編集を担当しており、動画にも出演している。兄者と同様、個人のYouTubeチャンネル（OTL)を持っており、そこでも動画を投稿している。1980年8月26日栃木県生まれ。メンバー最年長。イメージイラストはオールバックにした緑髪を後頭部で束ね、ヘッドホンを装着した男性。左利き。血液型はAB型RH-。「おっつん」と呼ばれることもある。 空手を7年、合気道を3年間、中国拳法を2年間やっていた。かなり広い声域の持ち主であり、石川さゆりの「天城越え」を原曲のキーで歌い上げることができる。格ゲーやTPSゲームが得意である。元バンドマンでボーカルを担当していたこともある。好きな食べ物は餃子、苦手な食べ物はトマト。好きなお酒はモスコー・ミュール。CD Projekt REDのウィッチャーシリーズのファンである。古川登志夫の声質に似ており声真似に定評がある。稲川淳二の怪談話を寝ながら流すほど心霊物を好む。2BRO.の第3の刺客でありバランサー的存在。

## 略歴
- 2009年
  - 11月 ニコニコ動画にて弟者名義でのゲームプレイ動画の投稿を開始。[30]
- 2010年
  - 1月 初の実況動画を投稿。[31]
  - 5月 YouTubeにて兄者弟者チャンネルを開設。[32]
- 2014年
  - 9月 チャンネル登録者数が50万人を突破[33]。
  - 12月 PlayStation 4ソフト『Destiny』のイベント「DREAM MATCH feat. Destiny」に参戦[34]。有名ゲームプレイヤーや一般プレイヤーとチームを結成し、チーム対抗戦を行った。兄者が率いる「兄者チーム」が優勝する結果に終わった。
- 2015年
  - 9月 「東京ゲームショウ 2015」に出演。『Destiny』や、『メタルギアソリッドV』のオンライン要素「FOBオンライン」に挑戦した[35]。約3000人を動員。
  - 12月 スマホRPG『戦国修羅SOUL』のキャラクターボイスを弟者と兄者が担当[36]。
- 2016年
  - 1月 チャンネル登録者数が100万人を突破[37]。
  - 8月スマホSTG『HIDE AND FIRE』のキャラクターボイスを弟者、兄者、おついちが担当[38]。
  - 8月ラジオInterFM897「TECHNOS COLLEGE Young Blood」に兄者、弟者が出演[39]。（21日公開収録。27日放送。）
- 2017年
  - 2月『バイオハザード:ザ・ファイナル』とのコラボCMが公開される[40]。
  - 3月 オフィシャルショップ（オンライン上）を開設[41]。
  - 4月 全国放送されているラジオ番組『SCHOOL OF LOCK!』に出演[42]。また、「SCHOOL OF LOCK!」パーソナリティのとーやま校長とあしざわ教頭が兄者弟者の動画に出演もしている[43]。
  - 5月 しまむらとコラボレーションしたTシャツが販売開始[44]。
  - 8月 『バイオハザード:ヴェンデッタ』とのコラボCMが公開される[45]。
- 2018年
  - 2月 チャンネル登録者数が200万人を突破[46]。
  - 5月 『フォートナイト』シーズン4 アナウンストレーラーに出演[47]。
  - 7月 PS4、PS Vita、Nintendo Switch、Steam用ソフト『ダーケストダンジョン（英語版）』のPVのナレーションを弟者が担当[48]。
  - 10月 PS4ソフト『Call of Duty: Black Ops 4』発売記念連続インタビュー企画のティザー映像に出演[49]。
  - 11月 ラグビーのリポビタンDチャレンジカップ2018、対ニュージーランド(オールブラックス)戦にて日本テレビとコラボし、自身初の観戦実況を配信[50][51]。
  - 12月 ファミ通TUBEチャンネルにて配信された『奪われし玉座: ウィッチャーテイルズ』発売記念トークショーに兄者、おついちが出演[52]。
  - 12月 女優の本田翼と「オーバークック2」のゲーム実況を行う[53]。
- 2019年
  - 1月 YouTuber史上初、オールナイトニッポン(ニッポン放送)のパーソナリティを務める[54]。
  - 2月 「D2DAY」の「ディビジョン2 公式スペシャルトークショー」におついちが出演[55]。
  - 3月 『Days Gone』の「日本オリジナルWEB CM(ロング編)」のナレーションを弟者が担当[56]。
  - 9月 『ボーダーランズ3』の「日本オリジナルコラボCM」に兄者、弟者が出演[57]。
  - 10月 PS4ソフト「Call of Duty: Modern Warfare」のWebCMに3人が出演[58]。
  - 11月 「DEATH STRANDING」のスペシャル対談企画で、小島秀夫との対談に3人が出演[59]。
  - 12月 TVアニメ「アフリカのサラリーマン」の第10話「アフリカの実況者」に兄者、弟者が本人役、おついちがカラス役で出演[60]。
- 2020年
  - 1月 コーエーテクモChannelにて配信された『仁王2』特別番組 第一回におついちが出演[61]。

## 出演
- 2015年9月17日 東京ゲームショウ2015　KONAMIブース『メタルギアソリッドV ファントムペイン』ステージイベント[62](兄者、弟者)
- 2016年8月27日 InterFM897「TECHNOS COLLEGE Young Blood」[39]（兄者、弟者）
- 2016年11月28日 『ウォッチドッグス2　日本語版発売直前生放送 vol.2』[63](弟者)
- 2017年4月20日 TOKYO FM『SCHOOL OF LOCK!』[1](兄者、弟者)
- 2019年1月3日 ニッポン放送『2BRO.のオールナイトニッポン』[64](兄者、弟者、おついち)
- 2019年2月10日 D2DAY 『ディビジョン2公式　スペシャルトークショー』[55](おついち)
- 2019年8月16日 日本武道館にて開催された清塚信也のKENBAN祭り『SEEDING』にナレーションとして出演[65]。
- 2020年1月27日・3月11日 コーエーテクモ『仁王2』特別番組[66][67]（おついち）

## エンディング曲
「Heartbeat - Fire」
「2broRadio【vol.66】」で告知され、エンディング動画の製作は「ICHI-Laboratory」、楽曲はHeartbeatが担当した。2017年3月13日投稿の「Broforce #2」から、2017年10月23日投稿の「キングスフィールド4 #3」まで使用された。
「Heartbeat - What About You」
2017年10月23日ライブ配信の「2broRadio【vol.79】」から、2018年11月30日投稿の「COD:BO4 -MULTI PLAYER- #9」まで使用された。
「Heartbeat - Here I am」
2018年11月30日投稿の「Fallout 76 #7」から、2020年1月9日投稿の「Escape from Tarkov #2」まで使用された。
「Heartbeat - Walkin'On Air」
2020年1月10日投稿の「GTFO #1」から2022年7月1日投稿の「破壊神の真骨頂#5」まで使用されていたエンディング曲。

## 声優としての出演
- 戦国修羅SOUL【黒田長政、佐々木小次郎(兄者)、島津義久、宮本武蔵、(弟者)】[36]
- HIDE AND FIRE【プリンス(弟者)、クラウス(兄者)、プロトタイプ021(おついち)】[75]
- ダーケストダンジョン PV【ナレーション(弟者)】[76]
- Days Gone 「日本オリジナルWEB CM(ロング編)」【ナレーション(弟者)】[56]
- アフリカのサラリーマン 「アフリカの実況者」【弟者(弟者)、兄者(兄者)、カラス(おついち)】[60]

## 関連人物
- 三人称 (ゲーム実況グループ)
- Heartbeat
- 清塚信也
- 三浦大知